# Pwersa ng Masang Pilipino
Pwersa ng Masang Pilipino (voorheen: Partido ng Masang Pilipino) is een Filipijnse politieke partij. De partij werd in 1991 opgericht door Joseph Estrada. Bij de eerstvolgende verkiezingen van 1992 werd Estrada gekozen als vicepresident. 

## Het 14e Filipijnse Congres
Bij de verkiezingen van 2004 won de partij met oudgediende Juan Ponce Enrile en Jinggoy Estrada twee zetels in de Filipijnse Senaat. Bij de verkiezingen van 2007 won de partij geen nieuwe zetels in de Senaat, waardoor er twee senatoren in het 14e congres zitten.